# Solnica
Solnica – wieś w Polsce położona w województwie pomorskim, w powiecie nowodworskim, w gminie Nowy Dwór Gdański na obszarze Żuław Wiślanych przy drodze krajowej nr 7.
Wieś została założona ok. XVII-XVIII wieku przez osadników olęderskich na obszarze Wielkich Żuław Malborskich. Wieś komornictwa zewnętrznego Elbląga w XVII i XVIII wieku. 
W latach 1975–1998 miejscowość administracyjnie należała do województwa elbląskiego.